# Magneux (Alt Marne)
Magneux és un municipi francès situat al departament de l'Alt Marne i a la regió del Gran Est. L'any 2007 tenia 148 habitants.

## Demografia
El 2007 hi havia 148 habitants, que vivien en73 habitatges (63 habitatges principals, 6 eren segones residències i quatre desocupats.
El 2007 la població en edat de treballar era de 94 persones, 58 eren actives i 36 eren inactives. El 2007, hi havia una empresa extractiva i una de construcció.
L'any 2000 hi havia nou explotacions agrícoles que conreaven un total de 378 hectàrees. El 2009 hi havia una escola elemental integrada dins d'un grup escolar formant una escola dispersa.